# Stellenausschreibung
Die Stellenausschreibung und Stellenanzeige ist die personalwirtschaftliche Ausschreibung einer organisatorischen Stelle, hauptsächlich für Arbeitnehmerbeziehungen. Sie kann innerbetrieblich (intern) oder außerbetrieblich (extern) erfolgen.
Die Stellenausschreibung kommt als Anstoß für ein entsprechendes Stellenbesetzungsverfahren und als Bewerbungsanreiz sowohl in der Anbahnungsphase eines privatrechtlichen Arbeitsverhältnisses in Betracht als auch bei Stellen des öffentlichen Dienstes. Beamtenrechtlich ist die Stellenausschreibung in bestimmten Fällen gesetzlich vorgeschrieben. Nach dem Grundgesetz soll jeder Deutsche nach seiner Eignung, Befähigung und fachlichen Leistung gleichen Zugang zu jedem öffentlichen Amt haben. Daraus leitet sich aber keine juristische Pflicht zur Stellenausschreibung im öffentlichen Dienst her. So besteht etwa an Wissenschaftlichen Hochschulen lediglich die Pflicht zur formalen Ausschreibung von etatmäßigen Professorenstellen. Alle übrigen wissenschaftlichen Stellen brauchen gesetzlich grundsätzlich nicht ausgeschrieben zu werden (siehe aber: Scheinausschreibungen). Während einige Fächer einen Teil der Stellen ausschreiben, vergeben andere Fächer diese Stellen des öffentlichen Dienstes praktisch immer ohne Stellenausschreibung.

## Abgrenzung
Eine Abgrenzung zu anderen Instrumentarien der Personalwirtschaft fällt nicht immer leicht. Hier bedient man sich beispielsweise auch einer Stellenbeschreibung. Die Stellenausschreibung enthält weniger explizite Elemente als eine Stellenbeschreibung und dient etwa einem externen Personalberater als Grundlage für den Abgleich mit den einzelnen Bewerberprofilen aus seiner Akquisition. Oft ist die Stellenbeschreibung Grundlage für die Tätigkeitsbeschreibung in der Stellenausschreibung.
In einem Besetzungsbild werden insbesondere keine detaillierten Aufgabenbeschreibungen genannt (Betriebsinterna). Die Zusammenarbeit mit den anderen Stellen im Unternehmen wird nicht beschrieben und es werden keine Vertretungsregelungen ausgeführt.

## Platzierung
Öffentliche Stellenanzeigen werden in Stellenbörsen, klassischerweise in Printmedien, vor allem Tageszeitungen, seit Mitte der 1990er Jahre auch auf der eigenen Website veröffentlicht.
Bis in die 1990er Jahre hinein war das Hauptmedium für Stellenanzeigen die Tageszeitung. Im Gegensatz zu den Stellenangeboten für Führungskräfte, die in wenigen überregionalen Tageszeitungen und in Verbandszeitschriften zu finden sind, steht das Gros der Stellenanzeigen in der lokalen Presse. 
Mit der Verbreitung des Internets werden Stellen zunehmend online eingestellt. Dies betrifft hauptsächlich Internetstellenbörsen, aber auch soziale Netzwerke und Unternehmenswebseiten. Etwa 70 % (Stand: 2013) der größten Unternehmen in Deutschland nutzen das Internet für Stellenausschreibungen. Der Vorteil von Online-Stellenanzeigen liegt darin, dass sich Bewerber wesentlich schneller und übersichtlicher über offene Stellen informieren und bewerben können. Für Unternehmen wiederum besteht der Vorteil darin, dass Online-Stellenanzeigen wesentlich günstiger sind und über einen längeren Zeitraum laufen können.

## Elemente einer Stellenanzeige
Stellenanzeigen werden häufig im Sinne von „Idealkandidaten“ formuliert auch mit Karriereinformationen verknüpft.
Eine gut gemachte Stellenanzeige ist wie eine Visitenkarte des Unternehmens. Sie sollte mindestens folgende Elemente enthalten:
- Vorstellung der Firma (Standort, Größe, Mitarbeiterzahl)
- Aufgaben, die neue Mitarbeiter erwarten (z. B. Vertragsabwicklungen durchführen, Lieferanten bewerten)
- Stellenbeschreibung (eventuell Gründe für die Ausschreibung)
- Anforderungsprofil des Bewerbers
- Arbeitsbedingungen und Entwicklungsmöglichkeiten
- Leistungen (Gehalt, Erfolgsbeteiligungen, Sozialleistungen z. B. Altersversorgung)
- Organisatorisches (Empfangsadresse, Eintrittstermin, erforderliche Bewerbungsunterlagen)

Über innerbetriebliche Stellenausschreibungen (z. B. durch Rundschreiben) werden vakante Stellen den eigenen Mitarbeitern bekannt gemacht.

### Kurzinhalt
Die 5 W's fassen die Anforderungen an eine Stellenausschreibung zusammen:
- Wir sind,
- Wir suchen,
- Wir erwarten,
- Wir bieten,
- Wir bitten um

## Unseriöse Stellenanzeigen

### Stellenanzeigen mit Betrugsabsicht
Neben normalen, seriösen Anzeigen erscheinen in Print- und Onlinemedien immer häufiger unseriöse Angebote, die dem Arbeitssuchenden zum Teil erheblichen finanziellen und persönlichen Schaden zufügen können, falls er sich darauf einlässt. Da die Unterscheidung hier nicht immer leicht fällt, sollen folgende Punkte als Orientierungshilfe dienen. Vorsicht ist geboten, wenn
- die Stellenanzeige kurz und knapp gehalten ist und keine bzw. wenig nähere Informationen über den eigentlichen Tätigkeitsbereich enthält (z. B. „interessante Tätigkeit“, „Tätigkeit von Zuhause aus“ etc.),
- mit horrenden Verdienstmöglichkeiten geworben wird, ohne dabei entsprechende Qualifikationen einzufordern („2500 € monatlich, auch ungelernt“),
- Unqualifizierten der schnelle Aufstieg in eine vermeintlich hohe Position versprochen wird („Büroleiter gesucht“),
- als Kontaktmöglichkeit lediglich eine Handynummer oder eine E-Mail-Adresse angegeben ist,
- kostenpflichtige Hotlines angerufen werden sollen (z. B. 0900-Vorwahlen),
- im Voraus Geld für Materialien bezahlt werden soll.

In diesen Fällen handelt es sich meist um „Angebote“ sogenannter Strukturvertriebe oder ähnlicher Organisationen, die das Ziel verfolgen, den Bewerber mittels eines ausschließlich über Provisionen vergüteten Handelsvertretervertrags in die Scheinselbstständigkeit zu drängen. Im schlimmsten Falle steckt gar ein illegales Schneeballsystem dahinter.
Eine andere Betrugsabsicht verfolgen Stellenanzeigen oder Job-Angebote (auch über soziale Medien), hinter denen überhaupt kein reales Arbeitsangebot steckt, auch als Job-Scam(ming) bekannt. Hier besteht der Zweck des Betruges in der Erlangung von sensiblen Daten der Bewerber. Diese Daten können für vielfältige Zwecke illegal benutzt werden, z. B. zum Zugriff auf Bankkonten der Bewerber ohne deren Kenntnis oder andere Straftaten aus dem Bereich des Identitätsdiebstahls.

### Drückerkolonnen
Zuletzt gilt es, so genannte Drückerkolonnen zu identifizieren und zu umgehen. Die Kriterien sind hier:
- Stellenangebote mit diffusen Bezeichnung wie „Beifahrer“ oder neuerdings auch Arbeit im „Sinne des Tier- oder Verbraucherschutzes“ (Akquise von Spenden; Verkauf von Zeitschriftenabonnements) ohne nähere Beschreibungen.
- die explizite Suche nach „ungebundenen (jungen) Menschen“

### Scheinausschreibungen
Scheinausschreibungen sind Stellenausschreibungen, die den Eindruck erwecken, eine Stelle sei zu besetzen und ein geeigneter Kandidat nicht gefunden; in Wirklichkeit wird die Ausschreibung aber nur aufgrund der juristischen Verpflichtung vorgenommen.
Bei Stellenanzeigen von Wissenschaftlichen Hochschulen handelt es sich oft um Scheinausschreibungen. Wenn Hochschulen beispielsweise durch den internen Betriebsrat oder Geldgeber wie der Deutschen Forschungsgemeinschaft zur Ausschreibung von Stellen gezwungen oder angehalten sind, aber nach dem Platzhirsch-Prinzip schon feststeht, wer die Stelle erhalten soll, wird trotzdem ein reguläres Bewerbungsverfahren durchgeführt. Scheinausschreibungen sind manchmal daran zu erkennen, dass ein Forschungsprofil verlangt wird, das praktisch nur von einer Person erfüllt wird, oder dass die Stellenanzeige eher versteckt wird (keine Zeitungsannonce, Ausschreibung im Internet etc.). Allerdings werden auch Scheinausschreibungen oft ohne solche Vorkehrungen veröffentlicht oder sie werden im Gegenteil bewusst offen formuliert und breit bekannt gemacht sowie ein aufwändiges Auswahlverfahren durchgeführt, damit man sich im Zweifelsfall auf die angebliche Chancengleichheit aller Bewerber im Verfahren berufen kann. 
Private Arbeitgeber nehmen in der Regel keine Scheinausschreibungen vor, da sie ihre Stellen ohnehin nicht öffentlich ausschreiben müssen. Hier werden aber zuweilen Stellenanzeigen für faktisch nicht zu besetzende Stellen dazu genutzt, der Öffentlichkeit das Bild eines florierenden Unternehmens zu suggerieren, um etwa Wettbewerber oder Investoren zu beeindrucken. Diese zur Werbung zweckentfremdeten Stellenausschreibungen gehen wie andere Scheinausschreibungen zu Lasten von Bewerbern, deren Investition von Zeit und Geld in die Erstellung von Bewerbungsunterlagen und gegebenenfalls auch der Anreise zum Vorstellungsgespräch unabhängig von der Qualifikation von vornherein aussichtslos war.

## Schwerpunkte und Varianten
Der Schwerpunkt beim Besetzungsbild liegt eher im Bereich der sozialen und fachlichen Kompetenzanforderungen, der groben Beschreibung der Arbeitsziele und den Lohnkosten, die eine Besetzung maximal verursachen darf.
Die Voraussetzungen an den Bewerber sind in der Stellenausschreibung in Kann- und Muss-Voraussetzungen unterteilt.
Bei der innerbetrieblichen Stellenausschreibung wird den Mitarbeitern eine vakante Stelle z. B. durch Rundschreiben oder im Intranet bekannt gemacht. Parallel oder im Anschluss daran können externe Personalbeschaffungsmaßnahmen getätigt werden. Der Grundgedanke ist die Chancengleichheit im innerbetrieblichen Arbeitsmarkt. Dies bedeutet, dass sich Arbeitnehmer um eine andere Position im Unternehmen bewerben können. Der Betriebsrat kann bei vakanten Stellen die innerbetriebliche Ausschreibung fordern und bei Unterlassung eine Einstellung oder Versetzung verweigern. Der innerbetriebliche Bewerber muss dabei nicht bevorzugt werden.
Informationen, welche den Bewerbern zur Verfügung gestellt werden sollten, sind: 
- Stellenbezeichnung
- kurze Tätigkeitsbeschreibung
- Zugehörigkeit zu Abteilung, Filiale oder Gruppe
- Arbeitszeit
- erforderliche Qualifikation
- vorgesehene Vergütung
- vorgesehener Einsatzort.

## Rechtliches (Deutschland)
Das Allgemeine Gleichbehandlungsgesetz (AGG) verbietet die direkte oder indirekte Diskriminierung von Bewerberinnen und Bewerbern durch die Formulierung der Stellenanzeige oder Ausschreibung. Die Anforderungen der Stelle sind ethnisch neutral, geschlechts- und altersneutral zu beschreiben, es sei denn, die Besetzung durch eine Person mit einem bestimmten Profil ist sachlich erforderlich (z. B. weibliche Models für Präsentation von Damenmoden). Wenn es keine Stellenausschreibung gibt, gibt es als Folge in Deutschland auch keine juristisch feststellbare Diskriminierung.